# Бердянка (притока Орелі)
Бердянка — річка у Берестинському районі Харківської області. Права притока Орелі (басейн Дніпра).

## Опис
Довжина 18 км, похил річки — 2,9 м/км. Формується з декількох безіменних струмків та водойм. Площа басейну 52,1 км².

## Розташування
Бердянка бере початок з села Бердянки. Тече переважно на північний захід і на південному сході від села Сомівки впадає у річку Оріль, ліву притоку Дніпра. 
Річку перетинає автомобільна дорога Т 2119.